# Islote Punta Cires
Punta Cires (en árabe: بونتا سيريس‎) es un islote de Marruecos en el mar Mediterráneo, en la región de Tánger-Tetuán-Alhucemas. Se encuentra a unos cien metros de la costa marroquí, cerca del puerto Tánger Med, y a unos seis kilómetros al oeste de la isla de Perejil, en disputa entre Marruecos y España. Un faro se ha instalado allí. Es el punto del continente africano más próximo a la península Ibérica encontrándose a menos de catorce kilómetros y medio de Punta de Oliveros (Tarifa).